# Cristóbal Acosta

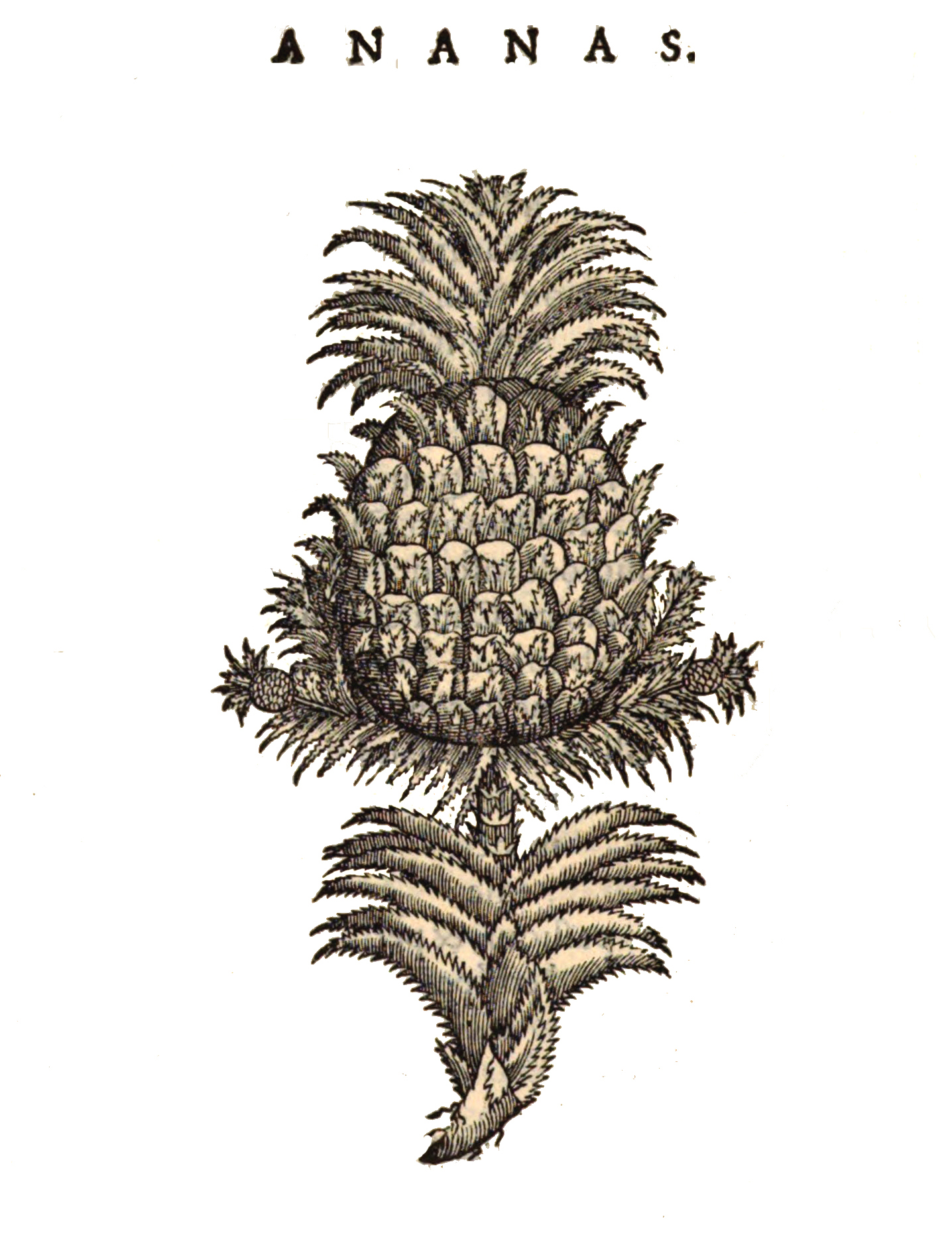
Illustration aus Trattato ... della historia, natura, et virtu delle droghe medicinali, & altri semplici rarissimi, che vengono portati dalle Indie Orientali in Europa., Venedig 1585

Cristóbal Acosta, port. Cristóvão da Costa (* 1515 auf den Kapverdischen Inseln; † um 1594 in Huelva) war ein portugiesischer Arzt und Botaniker. Er gilt als Pionier im Studium der Pflanzen des Orients, besonders ihrer Verwendung in der Heilkunde. Sein offizielles botanisches Autorenkürzel lautet „C.Acosta“.

## Leben
Sein Vater war ein in Portugal geborener Jude, der vermutlich 1497 in eine Befestigung Nordafrikas ausgewandert war. Höchstwahrscheinlich wurde Cristóbal Acosta auf den Kapverdischen Inseln oder in einer der portugiesischen Besitzungen in Afrika geboren. Über seine Erziehung und Ausbildung ist nichts bekannt.
Er verfasste 1578 das Tractado de las drogas y medicinas de las Indias orientales in lateinischer Sprache, das Beobachtungen über orientalische Drogen enthält. Ein weiteres bemerkenswertes Werk war das Tractado de la yerbas, plantas, frutas y animales, aber diese Schrift gilt als verschollen.
Cristóbal Acosta bereiste Indien erstmals 1550 als Soldat. Er nahm an einigen Kampagnen gegen die einheimische Bevölkerung teil und wurde in einer davon gefangen genommen und in Bengalen inhaftiert. Nach seiner Rückkehr nach Portugal schloss er sich seinem früheren Hauptmann, Luiz de Ataide, an, der zum Vizekönig von Indien ernannt worden war. Er kehrte im Jahre 1568 nach Goa in Indien zurück. 1569 wurde er zum Arzt des königlichen Krankenhauses in Cochin berufen. 1571 war er bekannt als Sammler von Pflanzenarten aus verschiedenen Teilen Indiens. Als Ataides Dienstzeit im Jahre 1572 endete, kehrte er nach Portugal zurück.
Von 1576 bis 1587 diente er als Chirurg und später Arzt in Burgos. Als seine Frau starb, nahm er seinen Abschied und zog sich in eine Einsiedelei zurück. Er starb in Huelva, Spanien.

## Ehrungen
Der Krater Acosta auf dem Mond wurde zu seinen Ehren benannt. Michel Adanson hatte 1763 die Pflanzengattung Acosta aus der Familie der Korbblütler (Asteraceae) nach Acosta benannt.

## Werke
- Tractado de las drogas, y medicinas de las Indias orientales, Burgos 1578. (Digitalisat)
- Aromatum et medicamentorum in orientali India nascertium. Antwerpen 1582. (Digitalisat)
- Trattato ... della historia, natura, et virtu delle droghe medicinali, & altri semplici rarissimi, che vengono portati dalle Indie Orientali in Europa. Venedig 1585. (Digitalisat)
- Tratado en loor de las mugeres. Venedig 1592 (Digitalisat)